# Ojin
Imperador Ōjin (応神天皇, Ōjin-tennō) foi o 15º Imperador do Japão, na lista tradicional de sucessão.
Segundo o Gukanshō, o livro dos escritos do  Monge Jien, foi o quarto filho do Imperador Chuai com Okinaga Tarashi Hime no Mikoto (a futura Imperatriz Jingū). Antes da sua ascensão ao trono, seu nome era Fondano Miko no Mikoto.
Não há datas concretas que podem ser atribuídas a vida deste imperador ou reinado, mas é convencionalmente considerado que Ōjin reinou de 270 a 310 se tornou o príncipe herdeiro com a idade de quatro anos e foi entronado (em 270) com 71 anos reinou por 40 anos até sua morte em 310 com 111 anos de idade no Palácio Toyo-Akira (Osaka).
Ōjin foi endeusado como Hachiman Daimyojin, considerado o guardião dos guerreiros. O Clã Hata reverenciava-o como seu Kami guardião.
O nome Ōjin foi lhe atribuído postumamente e é característico do budismo chinês, o que sugere que o nome deve ter sido oficializado séculos após sua morte possivelmente no momento em que as lendas sobre as origens da Dinastia Yamato foram compiladas como as crônicas conhecidas hoje como o Kojiki 
O lugar de seu túmulo imperial (misasagi) é desconhecido. O Imperador Ōjin é tradicionalmente venerado num memorial no santuário xintoísta de Nara que é formalmente chamado de Yega no Mofushi no oka no misasagi.